# Acacia aphanoclada
Acacia aphanoclada é uma espécie de leguminosa do gênero Acacia, pertencente à família Fabaceae.